# Leptopelis bocagii
Leptopelis bocagii is een kleine kikker uit de familie Arthroleptidae. De soort werd voor het eerst wetenschappelijk beschreven door Albert Carl Lewis Gotthilf Günther in 1865.

## Naamgeving
Lange tijd werd de wetenschappelijke soortaanduiding geschreven als bocagei. De soort is vernoemd naar de bioloog José Vicente Barboza du Bocage (1823 – 1907). De oorspronkelijke soortnaam is Cystignathus bocagii, in 1865 benoemd door Albert Carl Lewis Gotthilf Günther. De geldigheid van de soort is onzeker doordat het holotype in 1978 door een brand verloren ging en in het vondstgebied verschillende sterk op elkaar lijkende soorten blijken voor te komen.

## Uiterlijke kenmerken
De lengte bedraagt ongeveer vijf centimeter, de vrouwtjes worden nog iets groter tot bijna zes centimeter. Deze soort heeft kleine zwemvliezen en zeer kleine hechtschijfjes, en lijkt dus meer op een echte kikker (familie Ranidae) dan op een klimmende soort. De kleur is variabel; lichtbruin tot bijna zwart en ook groene exemplaren komen voor. Kenmerkend zijn de lichtbruine brede strepen tussen de flank en de rug en die op de kop samensmelten tot een U-vorm, waaraan de naam te danken is. Ook typisch zijn de relatief grote en zwarte ogen die vlak bij het trommelvlies gepositioneerd zijn. De buik is lichtbruin tot geel en het lichaam is erg gedrongen, de kop erg stomp.

## Algemeen
Deze soort leeft in grote delen van Afrika; Angola, Burundi, Congo-Kinshasa, Ethiopië, Kenia, Malawi, Mozambique, Namibië, Rwanda, Zuid-Afrika, Tanzania, Zambia en Zimbabwe. Allerlei biotopen zijn geschikt als er maar enige bodemvegetatie is, zoals heidevelden als bosranden. De hoefijzerkikker is niet erg aan water gebonden en leidt een verscholen bestaan. Bij droger weer is de kikker te vinden in een ondiep holletje vlak onder de grond, wachtend op regen. Vlak na een regenbui komen ze dan massaal tevoorschijn om te gaan jagen of paren. De eerste grote regenbui van het seizoen luidt namelijk de paartijd in. Hoewel deze soort een echte bodembewoner is, klimt het mannetje soms ook in een struik om de lokroep verder te doen reiken. De eitjes worden in diepe holen ondergronds begraven waar de larven zich in een tijdelijk poeltje ontwikkelen.